# Landkreis Gießen
Landkreis Gießen ligger i regierungsbezirk Gießen  i den  tyske delstat Hessen. Den grænser op til Landkreis Marburg-Biedenkopf, Lahn-Dill-Kreis, Vogelsbergkreis og Wetteraukreis.

## Geografi
Landkreis Gießen består hovedsagetlig af det såkaldte Gießener Becken med Lahndalen. Floden Lahn kommer  ind i  den nordlige del af kreisen ved Odenhausen, og løber mod syd gennem byen Gießen. Her drejer den mod vest, hvorefter den passerer grænsen til Lahn-Dill-Kreis efter få kilometer. Mod vest rækker en udløber af Gladenbacher Berglands ind i området, mens den østlige og sydlige del er præget af den forreste del af Vogelsberg den  nordlige del af landskabet Wetterau.

## Byer og kommuner
Kreisen havde 268876  indbyggere pr.  2018-12-31

| Byer 1. Allendorf (Lumda) (4090) 2. Gießen, Universitätsstadt, administrationsby (88546) 3. Grünberg (13598) 4. Hungen (12538) 5. Laubach (9583) 6. Lich (13650) 7. Linden [adm.: Leihgestern] (12967) 8. Lollar (10395) 9. Pohlheim [adm.: Watzenborn-Steinberg] (18143) 10. Staufenberg (8423) | Kommuner 1. Biebertal [adm.: Rodheim-Bieber] (10098) 2. Buseck [adm.: Großen-Buseck] (12928) 3. Fernwald [adm.: Steinbach] (6681) 4. Heuchelheim (7764) 5. Langgöns [adm.: Lang-Göns] (11648) 6. Rabenau [adm.: Londorf] (5018) 7. Reiskirchen (10265) 8. Wettenberg [adm.: Krofdorf-Gleiberg] (12541) |